# Gila (Nuevo México)
Gila es un lugar designado por el censo ubicado en el condado de Grant en el estado estadounidense de Nuevo México. En el Censo de 2010 tenía una población de 314 habitantes y una densidad poblacional de 12,91 personas por km².

## Geografía
Gila se encuentra ubicado en las coordenadas 32°56′27″N 108°34′14″O / 32.94083, -108.57056. Según la Oficina del Censo de los Estados Unidos, Gila tiene una superficie total de 24.33 km², de la cual 24.25 km² corresponden a tierra firme y (0.34%) 0.08 km² es agua.

## Demografía
Según el censo de 2010, había 314 personas residiendo en Gila. La densidad de población era de 12,91 hab./km². De los 314 habitantes, Gila estaba compuesto por el 93.95% blancos, el 0.32% eran afroamericanos, el 1.27% eran amerindios, el 0% eran asiáticos, el 0% eran isleños del Pacífico, el 2.55% eran de otras razas y el 1.91% pertenecían a dos o más razas. Del total de la población el 16.56% eran hispanos o latinos de cualquier raza.